# Pringles
Pringles är ett varumärke för en sorts potatischips, vilka började säljas 1968 av Procter & Gamble.
Utmärkande för Pringles är formen på produkten samt förpackningen, som är formad som ett rör. Idén om så formade och staplade snacks i ett rör utformades på 1950-talet av kemisten Fredric J. Baur (1918–2008) på Procter & Gamble. Den sadellika formen på ett pringlessnack beskrivs av dem som den matematiska formeln för en hyperbolisk paraboloid. Alla snacks är tillverkade med samma form och storlek, vilket gör att de kan placeras på varandra i tuben, till skillnad från andra potatischips, som ligger löst i en påse. Eftersom Pringles tillverkas av en deg, liknar de mer en kaka än chips, och i Storbriannien har de också genom domstolsbeslut därigenom klassificerats i en lägre momsklass än för chips. Pringles innehåller cirka 42% potatis. På 1960-talet vidareutvecklade Alexander Liepa på Procter & Gamble Bauers idé till en färdig snacksprodukt och fick ett patent på den.
Pringles består av vakuumtorkad potatis, vegetabiliska oljor (solros, majs), rismjöl, vetestärkelse, emulgeringsmedel (E471), maltodextrin och salt. Pringles finns i många olika smaker, och ofta producerar företaget begränsade smakutgåvor. År 2009 uppmärksammade Aftonbladet att Pringles Rice flour infusions sour cream & onion innehöll 25 tillsatser, bland annat konstgjorda smakämnen.
Receptet ändrades något under början av 2020-talet, bland annat tillfördes vetemjöl i smeten, vilket gör att Pringles-chips ej längre bör förtäras av glutenintoleranta.
Varumärket Pringles förvärvades av Kellogg's 2012.

## Namn
Enligt en version namngav Procter & Gamble Pringles efter att ha listat alla gatunamn som började på bokstaven "P" i Cincinnatis telefonkatalog och då hittat Pringle Avenue i Finneytown.